# Heinrich Wilhelm Ewald Jung
Heinrich Wilhelm Ewald Jung (* 4. Mai 1876 in Essen; † 12. März 1953 in Halle (Saale)) war ein deutscher Mathematiker. Er befasste sich vor allem mit Geometrie und algebraischer Geometrie.

## Leben und Wirken
Heinrich Jung wurde als Sohn eines Bergrats in Essen geboren. Nach dem Besuch des Gymnasiums in Rinteln studierte er 1895 bis 1899 Mathematik, Physik und Chemie an der Philipps-Universität in Marburg/Lahn und der Friedrich-Wilhelms-Universität in Berlin unter anderem bei Friedrich Schottky, Kurt Hensel, Lazarus Immanuel Fuchs, Hermann Amandus Schwarz, Ferdinand Georg Frobenius und Max Planck. In seiner Dissertation (Über die kleinste Kugel, die eine räumliche Figur einschließt, Marburg 1899) bei Schottky bewies er den später nach ihm benannten Satz von Jung. 1902 habilitierte er sich in Marburg und blieb dort bis 1908 als Privatdozent. Danach war er Studienrat in Hamburg, bevor er 1913 Ordinarius in Kiel wurde. Nach kurzem Wehrdienst im Ersten Weltkrieg wurde er 1918 Professor an der Landesuniversität Dorpat und 1920 Nachfolger von Albert Wangerin (1844–1933) an der Universität Halle, wo er bis zu seiner Emeritierung 1948 als einer der Direktoren des Mathematischen Seminars und Dekan der Mathematisch-Naturwissenschaftlichen Fakultät wirkte und noch bis 1951 Vorlesungen hielt. Er war seit 1920 Mitglied der Deutschen Akademie der Naturforscher Leopoldina.
Jung baute mit seinem Lehrer Schottky die allgemeine Theorie der Thetafunktionen aus. Bekannt ist er aber vor allem für seine arithmetische Theorie der algebraischen Funktionen in zwei Variablen. Seine diesbezüglichen Arbeiten fasste er in seinem Buch „Einführung in die algebraische Theorie der Funktionen von zwei Variablen“ zusammen. Er wandte seine Theorie auch auf algebraische Flächen an (zusammengefasst in dem Buch „Algebraische Flächen“) und beschäftigte sich mit birationalen Transformationen in der Ebene (Cremona-Transformationen). In der Geometrie stammt von ihm der Satz von Jung (1910).
Jung betätigte sich politisch und war in der Weimarer Republik Mitglied im antirepublikanischen Alldeutschen Verband und im Stahlhelm, Bund der Frontsoldaten. In der Zeit des Nationalsozialismus wurde er Mitglied in der Nationalsozialistischen Volkswohlfahrt (NSV), im Nationalsozialistischen Deutschen Dozentenbund (NSDDB) und im Nationalsozialistischen Altherrenbund. 1945 trat er der CDU bei.

## Schriften
- „Einführung in die algebraische Theorie der Funktionen von zwei Variablen“, Berlin, Akademie Verlag, 1951
- „Algebraische Flächen“, 1925